# مارچلو گالاردو
{{infobox football biography
| name= مارچلو گالاردو
| image = Palestino - River Plate 20190424 32.jpg
| image_size = 200
| fullname = مارچلو دانیل گالاردو
| birth_date= ۱۸ ژانویهٔ ۱۹۷۶ ‏(۴۹ سال)
| birth_place = مرلو، استان بوئنوس آیرس، آرژانتین
| height = ۱٫۶۹ متر (۵ فوت ۶ ۱⁄۲ اینچ)
| currentclub =باشگاه فعلی پرسپولیس ایران
| position = هافبک
| years1 = ۱۹۹۳–۱۹۹۹
| clubs1 = ریور پلاته
| caps1 = ۱۰۹
| goals1 = ۱۷
| years2 = ۱۹۹۹–۲۰۰۲
| clubs2 = موناکو
| caps2 = ۱۰۳
| goals2 = ۱۸
| years3 = ۲۰۰۲–۲۰۰۶
| clubs3 = ریور پلاته
| caps3 = ۷۷
| goals3 = ۲۵
| years4 = ۲۰۰۷–۲۰۰۸
| clubs4 = پاری سن ژرمن
| caps4 = ۴۱
| goals4 = ۶
| years5 = ۲۰۰۸–۲۰۰۹
| clubs5 = دی.سی. یونایتد
| caps5 = ۱۵
| goals5 = ۴
| years6 = ۲۰۰۹–۲۰۱۰
| clubs6 = ریور پلاته
| caps6 = ۲۸
| goals6 = ۷
| years7 = ۲۰۱۰–۲۰۱۱
| clubs7 = ناسیونال اروگوئه
| caps7 = ۱۳
| goals7 = ۳
| totalcaps = ۳۶۷
| totalgoals = ۷۷
| nationalyears1 = ۱۹۹۴–۲۰۰۳
| nationalteam1 = آرژانتین
| nationalcaps1 = ۴۴
| nationalgoals1 = ۱۳
| manageryears1 = ۲۰۱۱–۲۰۱۲
| managerclubs1 = ناسیونال اروگوئه
| manageryears2 = ۲۰۱۴–۲۰۲۲
| managerclubs2 = ریور پلاته
|manageryears3=
| managerclubs3 = الاتحاد
|
مارچلو دانیل گالاردو یا مارسلو دانیل گایاردو (انگلیسی: Marcelo Daniel Gallardo؛ زادهٔ ۱۸ ژانویهٔ ۱۹۷۶)، بازیکن پیشین و مربی کنونی فوتبال اهل آرژانتین است.
از باشگاه‌هایی که در آن بازی کرده‌است، می‌توان به ریورپلاته، پاری سن ژرمن، موناکو و ناسیونال اروگوئه اشاره کرد؛ وی همچنین در تیم ملی فوتبال آرژانتین بازی کرده‌است و عضو ترکیب این تیم در جام‌های جهانی ۱۹۹۸ و ۲۰۰۲ بوده‌است.این مربی جوان سابقه یک قهرمانی و یک نایب قهرمانی با ریور پلاته در جام باشگاه های آمریکای جنوبی را در کارنامه دارد.